# Azur

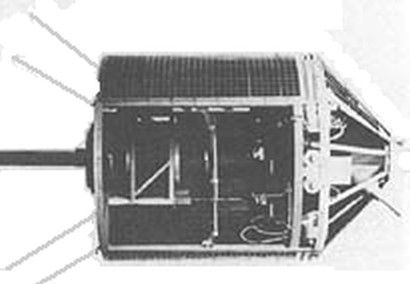
Azur

Azur (také GRS A či GRS 1, zkratka z German Research Satellite) je první umělá družice vyrobená v Německu. Byla určena k měření proudů protonů různých energií.

## Základní údaje
Byla vynesena 8. listopadu 1969 pomocí americké rakety Scout z kosmodromu Western Test Range na dráhu s perigeem 381 km, apogeem 3200 km a sklonem 101 °. Hmotnost 22,2 kg. V katalogu COSPAR byla označena 1969-097A.
Neaktivní je od 29. června 1970.